# Il Mattino (Boccioni)
Il Mattino è un'opera d'arte dipinta a olio su tela (55x60 cm) realizzata nel 1909 dal pittore Umberto Boccioni a Milano nel suo studio di Via Adige, nei pressi di Porta Vigentina-Via Ripamonti.

## Descrizione
L'opera è realizzata da Boccioni nel suo appartamento di Via Adige al numero 23 a Milano, osservando la zona porta Porta Romana-Vigentina-Via Ripamonti, vicino al Museo Fondazione Prada. Oggi il quartiere è identificato con la moda lusso innovativa e all'arte.